# 約瑟芬縣
約瑟芬縣（英語：Josephine County）是美国俄勒冈州西南部的一個縣，南鄰加利福尼亚州，面積4,252平方公里。根據2020年美國人口普查，共有人口88,090人。縣治格兰茨帕斯（Grants Pass）。該縣成立於1856年1月22日，縣名紀念約瑟芬·羅林斯（Josephine Rollins），當地第一位女性白人殖民者。